# Liste der Kulturdenkmäler in Haddamshausen
Die folgende Liste enthält die in der Denkmaltopographie ausgewiesenen Kulturdenkmäler auf dem Gebiet des Ortsteils Haddamshausen der  Stadt Marburg, Landkreis Marburg-Biedenkopf, Hessen.
Hinweis: Die Reihenfolge der Denkmäler in dieser Liste orientiert sich an der Anschrift, alternativ ist sie auch nach der Bezeichnung oder der Bauzeit sortierbar.
Kulturdenkmäler werden fortlaufend im Denkmalverzeichnis des Landes Hessen durch das Landesamt für Denkmalpflege Hessen auf Basis des Hessischen Denkmalschutzgesetzes (HDSchG) geführt. Die Schutzwürdigkeit eines Kulturdenkmals hängt nicht von der Eintragung in das Denkmalverzeichnis des Landes Hessen oder der Veröffentlichung in der Denkmaltopographie ab.

## Kulturdenkmäler
| Bild            | Bezeichnung              | Lage                                                                          | Beschreibung | Bauzeit                 | Objekt-Nr. |
| --------------- | ------------------------ | ----------------------------------------------------------------------------- | ------------ | ----------------------- | ---------- |
| Bild gesucht BW | Gesamtanlage Straßendorf | Auf der Seite; Haddamshäuser Straße; Lippersbach; Schieferweg; Steinnorr Lage |              |                         |            |
| weitere Bilder  | Evangelische Kirche      | Auf der Seite 36 LageFlur: 4, Flurstück: 22/1                                 |              | Anfang der 1950er Jahre |            |
| Bild gesucht BW | Wirtschaftsgebäude       | Haddamshäuser Straße 26 LageFlur: 5; 6, Flurstück: 11/1, 11/3                 |              | 18. Jh.                 |            |
| Bild gesucht BW | Dreiseitige Hofanlage    | Haddamshäuser Straße 29/31 LageFlur: 5, Flurstück: 51/2                       |              | 18./19. Jh.             |            |
| Bild gesucht BW | Wohnhaus                 | Haddamshäuser Straße 45 LageFlur: 4, Flurstück: 37                            |              | 1874                    |            |
| Bild gesucht BW | Scheune                  | Haddamshäuser Straße 46 LageFlur: 4, Flurstück: 14/10                         |              | Um 1930                 |            |
| Bild gesucht BW | Ehem. Mühle              | Mühlbachweg 6 LageFlur: 4, Flurstück: 53                                      |              | 1867                    |            |
| Bild gesucht BW | Tagelöhnerhaus           | Schieferweg 2 LageFlur: 5, Flurstück: 25/4                                    |              | 18. Jh.                 |            |
| Bild gesucht BW | Wohnhaus                 | Schieferweg 3 LageFlur: 5, Flurstück: 18/1                                    |              | 18. Jh.                 |            |
| Bild gesucht BW | Wohnhaus                 | Steinnorr 2 LageFlur: 4, Flurstück: 13/1                                      |              | 18. Jh.                 |            |
| Bild gesucht BW | Zehntstein               | Außerhalb der Ortslage 1 LageFlur: 10, Flurstück: 7                           |              | 1728                    |            |